# Lijst van rijksmonumenten in Drenthe

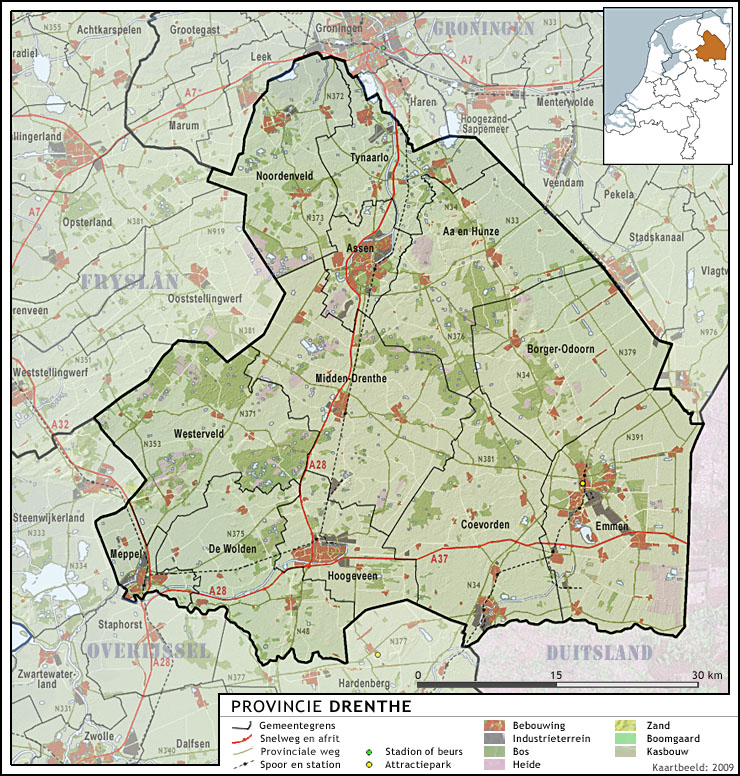
De provincie Drenthe (2013)

In de volgende gemeenten in Drenthe bevinden zich rijksmonumenten:
- Lijst van rijksmonumenten in Aa en Hunze
- Lijst van rijksmonumenten in Assen
- Lijst van rijksmonumenten in Borger-Odoorn
- Lijst van rijksmonumenten in Coevorden
- Lijst van rijksmonumenten in Emmen
- Lijst van rijksmonumenten in Hoogeveen
- Lijst van rijksmonumenten in Meppel
- Lijst van rijksmonumenten in Midden-Drenthe
- Lijst van rijksmonumenten in Noordenveld
- Lijst van rijksmonumenten in Tynaarlo
- Lijst van rijksmonumenten in Westerveld
- Lijst van rijksmonumenten in De Wolden